# Le colline blu
Le colline blu (Ride in the Whirlwind) è un film del 1966 diretto da Monte Hellman.
Jack Nicholson è il protagonista di questo western, insieme a Cameron Mitchell e Millie Perkins, ed è anche autore del soggetto, della sceneggiatura e produttore del film.

## Trama
Tre cowboys, in cammino verso Waco, si imbattono in una banda di ricercati che ha assaltato una diligenza e, con molta circospezione, si accampano per una notte presso il rifugio di questi. Al mattino una folta squadra di vigilantes cinge d'assedio i ricercati e con loro i malcapitati cowboys. I tre capiscono subito che possono salvarsi solo fuggendo e, presi i propri cavalli, si dirigono verso l'unica via di fuga, sebbene sia tutt'altro che agevole. Otis, che per altro è anche il più esperto dei luoghi, è subito ferito a morte, e a fuggire rimangono il più giovane, Wes, e il più anziano, Vern, che vengono seguiti a distanza da un manipolo di vigilantes.
Mentre la banda è sgominata e i suoi superstiti impiccati, i due cowboys, lasciati i cavalli, si inerpicano sulle pendici di un canyon facendo perdere le proprie tracce. Stremati, giungono ad una fattoria dove, per loro fortuna, i vigilantes sono già passati. Rifocillatisi, pianificano di prendere due cavalli e correre verso le colline oltre le quali sarebbero liberi.
L'improvviso ritorno di un vigilante, attratto dalla bella figlia dei due fattori, scompagina i piani mettendo subito in fuga i due cowboys che, imprudentemente, non avevano disarmato i loro ostaggi. Così il fattore ferisce Vern costringendo il pacifico Wes a difendersi uccidendolo. In due sullo stesso cavallo, verrebbero presto ripresi. Allora Vern si fa lasciare per strada e con un agguato agli inseguitori che gli costa la vita, copre a sufficienza la fuga di Wes che, raggiunte le colline blu, è in salvo.

## Produzione
La pellicola è stata girata immediatamente dopo La sparatoria, negli stessi luoghi (a Kanab e Paria, nello Utah) e sfruttando lo stesso cast tecnico e gran parte degli attori.

## Distribuzione
Il film è stato presentato al San Francisco Film Festival il 23 ottobre 1966 ed ha avuto la sua prima visione Tv negli Stati Uniti il 30 novembre 1968. In Italia è stato distribuito con notevole ritardo il 21 aprile 1978.